# Châbons
Châbons – miejscowość i gmina we Francji, w regionie Owernia-Rodan-Alpy, w departamencie Isère.
Według danych na rok 1990 gminę zamieszkiwało 1371 osób, a gęstość zaludnienia wynosiła 76 osób/km² (wśród 2880 gmin regionu Rodan-Alpy Châbons plasuje się na 614. miejscu pod względem liczby ludności, natomiast pod względem powierzchni na miejscu 597.).